# Isabel Gómez Pérez
Isabel Gómez Pérez (Santa Cruz de Tenerife, 28 de febrer de 1976) és una exgimnasta rítmica espanyola que va ser campiona del món en modalitat de conjunts (Atenes 1991) i bicampiona d'Europa (Stuttgart 1992), a més d'assolir altres nombroses medalles amb la selecció nacional de gimnàstica rítmica d'Espanya. La generació de gimnastes que va integrar és coneguda amb el nom de las Primeras Chicas de Oro (les Primeres Noies d'Or).
Isabel va ser també campiona d'Espanya en primera categoria en modalitat de conjunts (1989 i 1990) amb l'Escola de Tecnificació de Santa Cruz de Tenerife.

## Biografia esportiva

### Inicis
Va començar en la gimnàstica rítmica als 8 anys a l'Escola Municipal de Tenerife (l'actual Club Odisea Tenerife). Amb el seu club va participar en diversos Campionats d'Espanya i Copes d'Espanya, tant en modalitat individual com en conjunts. En el Campionat d'Espanya de Conjunts, va ser quarta en categoria infantil el 1987, plata en segona categoria el 1988, i or en primera categoria tant el 1989 com el 1990. En el Campionat d'Espanya Individual de 1990 va ser quarta en concurs general i bronze en cèrcol en primera categoria. També va participar en el Campionat d'Espanya Individual de 1988 a Lloret de Mar (categoria infantil), al de 1989 a Múrcia (segona categoria) i a la Copa d'Espanya a Logronyo (segona categoria).
A finals de 1990 va ser convocada per Emilia Boneva per entrar a la selecció nacional de gimnàstica rítmica d'Espanya absoluta en la modalitat de conjunts, de la qual passaria a formar part fins al 1992.

### Etapa en la selecció nacional

#### 1990 - 1991: Arribada a l'equip i títol mundial a Atenes
Durant el temps que va ser component del conjunt entrenaria unes 8 hores diàries al Gimnàs Moscardón de Madrid a les ordres de la pròpia Emilia Boneva i d'Ana Roncero, que des de 1982 eren seleccionadora nacional i entrenadora de conjunts respectivament, i conviuria amb totes les integrants l'equip en una casa a La Moraleja. El 1991, els dos exercicis del conjunt van ser el de 6 cintes, i el de 3 pilotes i 3 cordes. El primer tenia com a música «Tango Jalousie», composta per Jacob Gade, mentre que el de pilotes i cordes usava el tema «Campanas», de Víctor Bombi. Per coreografiar els passos de dansa de l'exercici de 6 cintes es va comptar amb l'ajut de Javier Castillo «Poty», llavors ballarí del Ballet Nacional, tot i que el coreògraf habitual de l'equip era el búlgar Georgi Neykov. Prèviament al Mundial, van assolir l'or en el torneig de Karlsruhe (per davant de la URSS i Bulgària) i 3 bronzes en el Gymnastic Màsters de Stuttgart, tots dos a Alemanya.

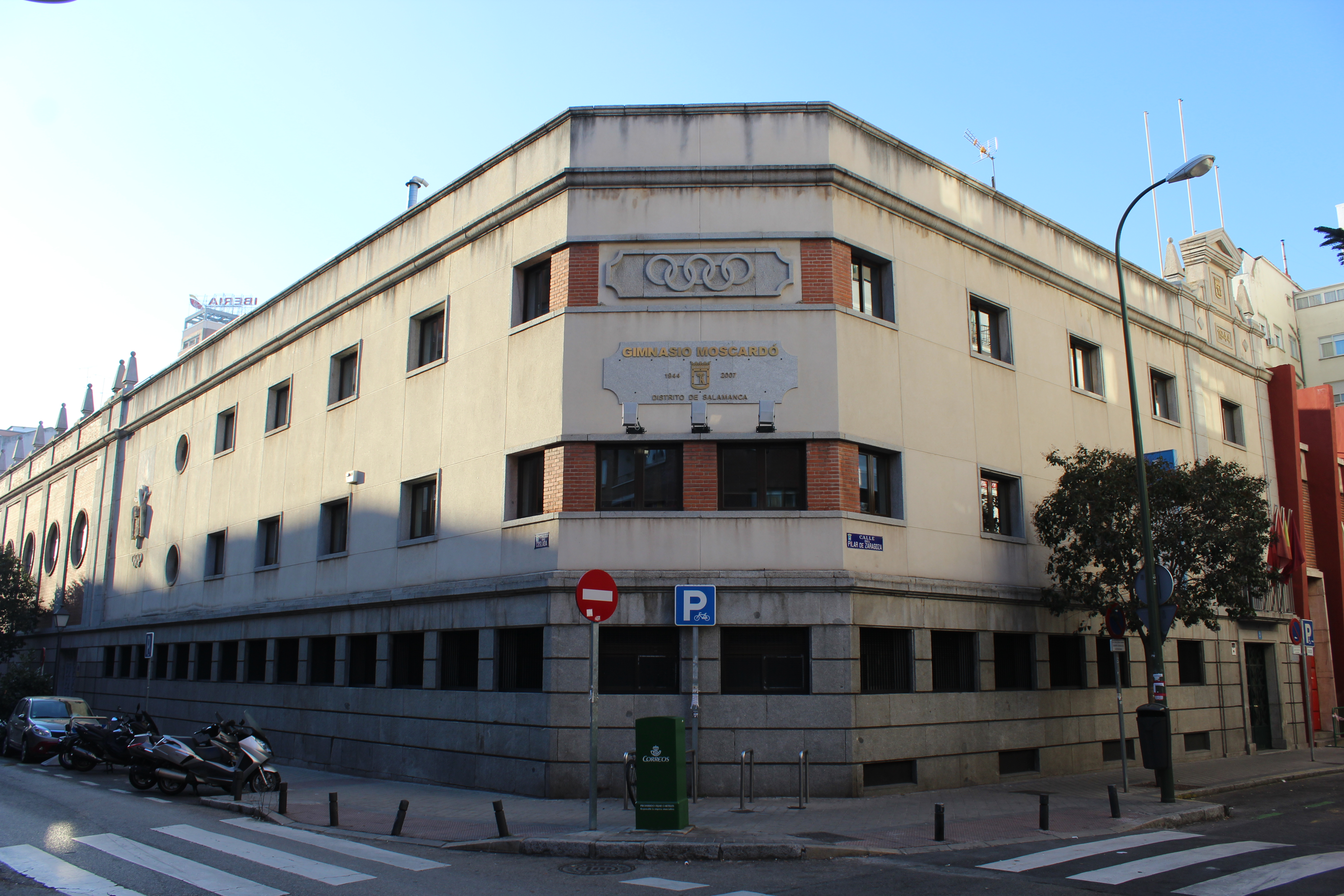
El Gimnàs Moscardón, al districte de Salamanca (Madrid), va ser el lloc d'entrenament de la selecció nacional de gimnàstica rítmica fins al 1997
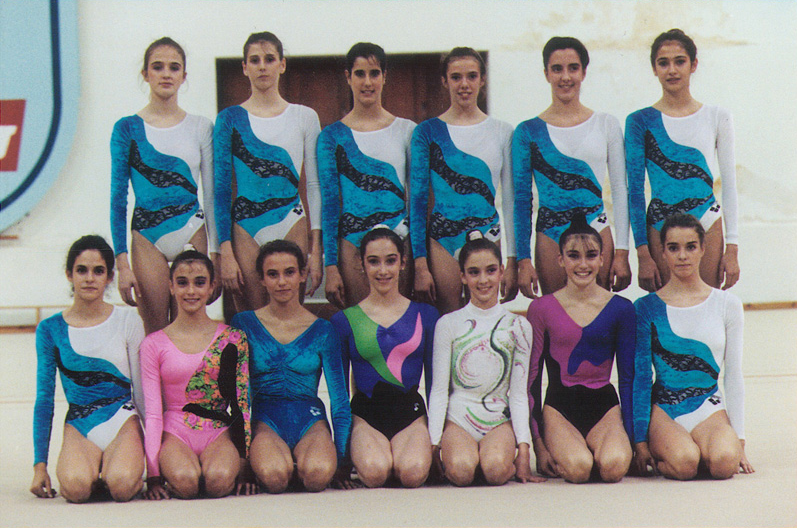
Isabel (dempeus, segona a l'esquerra) amb la selecció de gimnàstica rítmica al Gimnàs Moscardón (1991).

El 12 d'octubre de 1991, el conjunt espanyol va assolir la medalla d'or en el concurs general del Campionat del Món de Gimnàstica Rítmica d'Atenes. Aquest triomf va ser qualificat pels mitjans com històric, ja que va ser la primera vegada que Espanya es va proclamar campiona del món de gimnàstica rítmica. A la primera jornada del concurs general havien assolit una puntuació de 19,500 en l'exercici de 3 pilotes i 3 cordes, mentre que en la següent, amb el muntatge de 6 cintes, van obtenir una nota de 19,350 (9,90 en composició i 9,45 en execució). Amb una qualificació total de 38,850, l'equip espanyol va superar en el concurs general a la URSS per 50 mil·lèsimes, mentre que Corea del Nord va ser bronze. L'endemà, serien medalla de plata en les dues finals per aparells, la de 6 cintes, i la de 3 pilotes i 3 cordes. Aquestes medalles van ser assolides per Isabel junt amb Débora Alonso, Lorea Elso, Bito Fuster, Montse Martín i Gemma Royo, a més de Marta Aberturas i Cristina Chapuli com a suplents. Aquestes medalles serien narrades per a Espanya per la periodista Paloma del Río a través de La 2 de TVE.
Després d'aquesta consecució, a finals de 1991, realitzarien una gira per Suïssa.

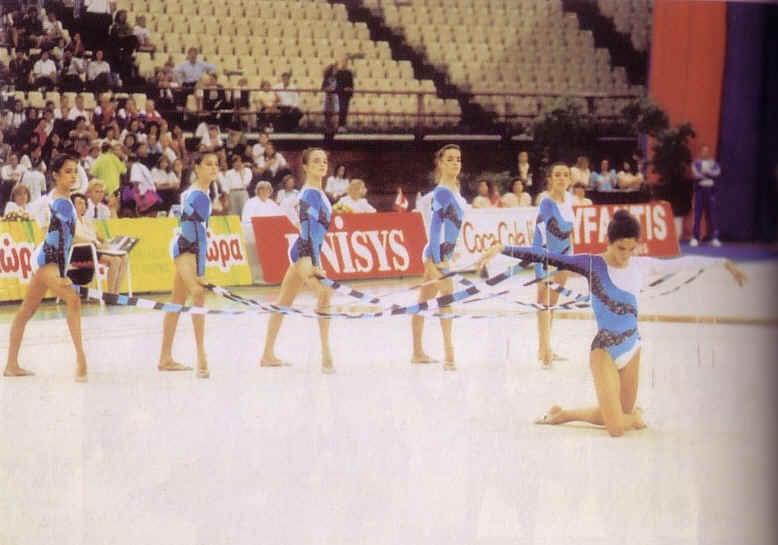
Isabel (segona a l'esquerra) en l'inici de l'exercici de 6 cintes al Mundial d'Atenes (1991)
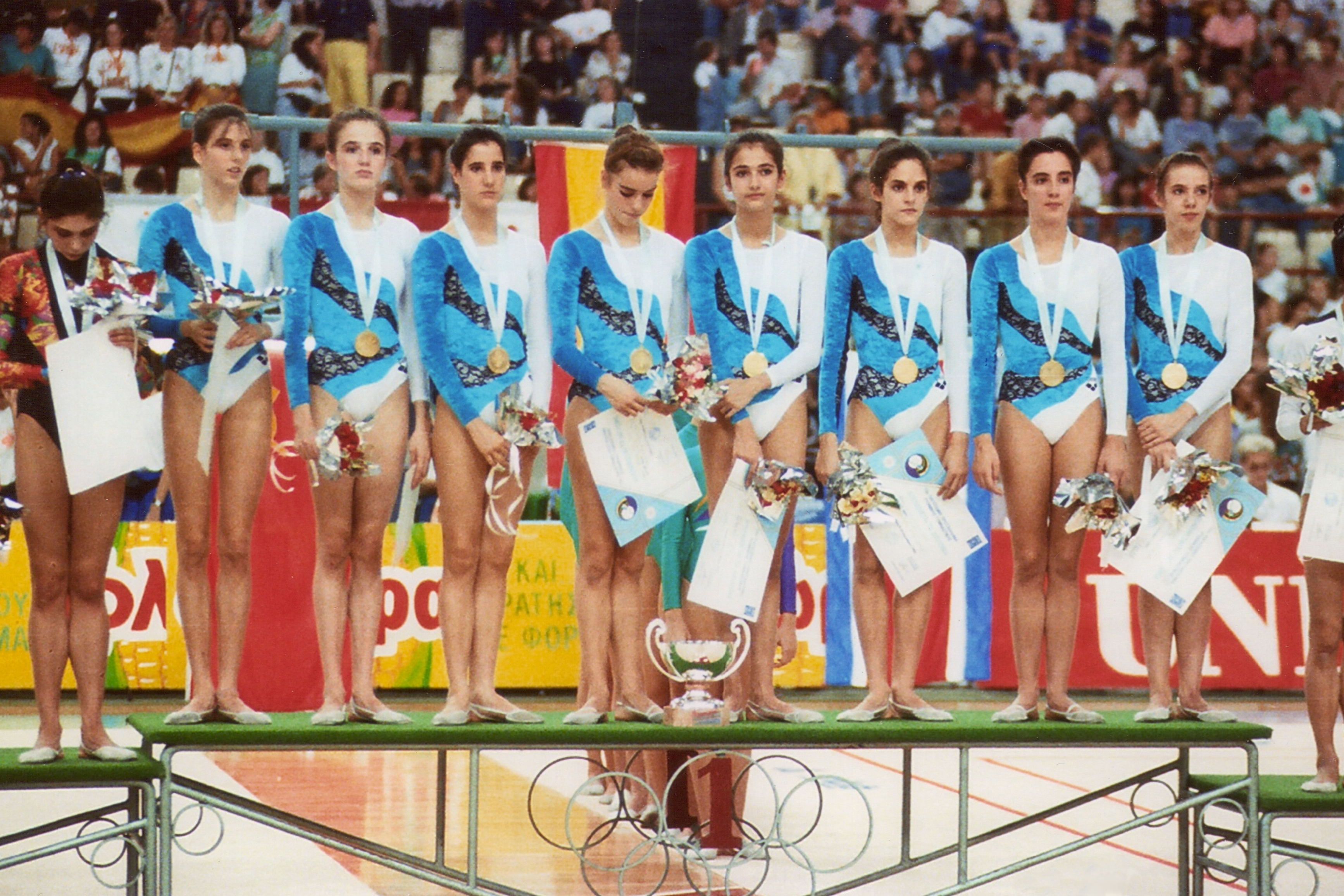
El conjunt espanyol amb l'or al podi del concurs general del Mundial d'Atenes

#### 1992: Títols europeus en Stuttgart i Mundial de Brussel·les

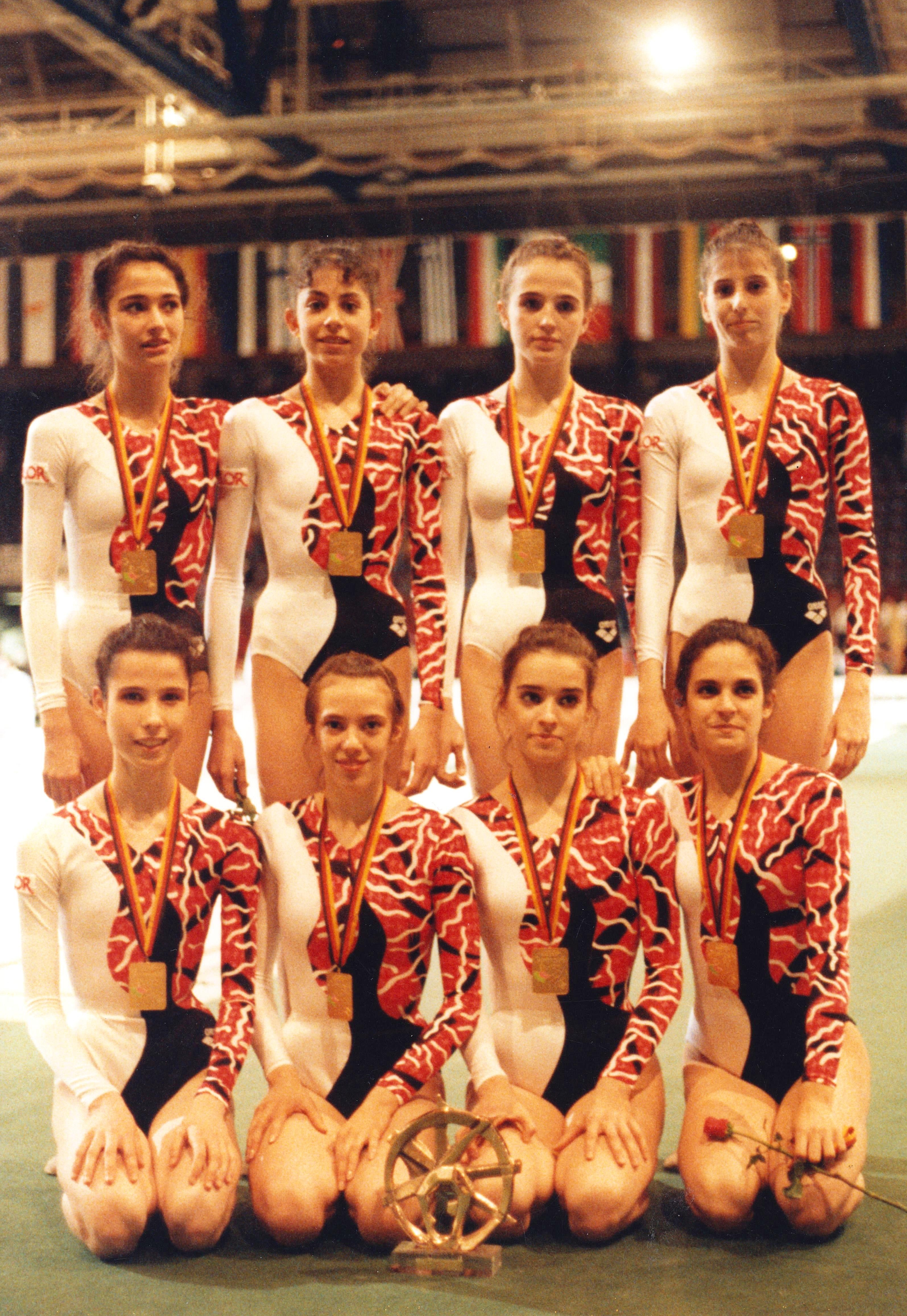
Isabel (primera a la dreta) després de proclamar-se campiona d'Europa a Stuttgart (1992)

Per 1992, en el torneig de Karlsruhe, serien plata, i posteriorment van ser convidades a fer una exhibició al torneig de Corbeil-Essonnes. Al juny de 1992, ja amb nous exercicis, van participar en el Campionat Europeu de Stuttgart, on van obtenir la medalla d'or en el concurs general (compartida amb Rússia), a més d'assolir un altre or a la final de 3 pilotes i 3 cordes, i el bronze en 6 cintes. El conjunt estava integrat per Isabel, Débora Alonso, Lorea Elso, Bito Fuster, Montse Martín i Gemma Royo, a més de les recentment incorporades Alicia Martín i Cristina Martínez com a suplents. No competiria en els Jocs Olímpics de Barcelona a causa que els conjunts no eren una modalitat olímpica llavors, encara que sí participaria junt amb la resta de les seves companyes en la cerimònia d'obertura encapçalant la desfilada de les nacions participants.
Poc després van assolir l'or tant en la Asvo Cup (Àustria) com en la general del torneig Alfred Vogel Cup (Països Baixos), on van ser a més plata en 6 cintes, i or en 3 pilotes i 3 cordes. Una lesió va portar a Isabel a la suplència en el Campionat Mundial de Brussel·les, que va tenir lloc al novembre de 1992. La seva lesió i la de Bito Fuster va fer que el conjunt fos reconfigurat per aquest mundial, quedant totes dues com a suplents i sent substituïdes en la titularitat de tots dos exercicis per Alicia Martín, Cristina Martínez i Bàrbara Plaza, que s'afegirien a Débora Alonso, Lorea Elso, Montse Martín i Gemma Royo. En aquesta competició, el conjunt obtindria la medalla de plata en el concurs general, quedant-se a només una dècima de poder revalidar el títol mundial que havien assolit l'any anterior. A més, el 22 de novembre van assolir el bronze en 6 cintes i el vuitè lloc en 3 pilotes i 3 cordes.
Després d'aquest Mundial, Isabel es retiraria de la competició, igual que faria la resta del sextet titular que havia estat campió del món a Atenes l'any anterior.

### Retirada de la gimnàstica
Es va retirar el 1992 després del Campionat del Món de Brussel·les. Actualment segueix residint a Santa Cruz de Tenerife.

## Llegat i influència
El conjunt nacional de gimnàstica rítmica de 1991 va assolir al Mundial d'Atenes el primer títol mundial per la rítmica espanyola, assolint en aquesta disciplina imposar-se per primera vegada un país occidental als països de l'Est. Seria més el primer equip femení espanyol en proclamar-se campió del món en un esport mediàtic. Ressenyes d'aquesta fita apareixen en llibres com Gimnàstica rítmica esportiva: aspectes i evolució (1995) d'Aurora Fernández del Valle, Enredant en la memòria (2015) de Paloma del Río, i Pinzellades de rítmica (2017) de Montse i Manel Martín.

## Equipaments
| Període    | Proveïdor |
| ---------- | --------- |
| 1990- 1992 | Arena     |

## Música dels exercicis
| Any         | Aparells              | Música                                                                              |
| ----------- | --------------------- | ----------------------------------------------------------------------------------- |
| 1990 - 1991 | 3 pilotes i 3 cordes  | «Spain» de Chick Corea, versionada per Michel Camilo i Tomatito.                    |
| 1991 - 1992 | 6 cintes              | «Tango Jalousie», compost per Jacob Gade.                                           |
| 1991        | 3 pilotes i 3 cordes  | «Campanas», de Víctor Bombi.                                                        |
| 1992        | 6 cintes              | Peça Sevilla, que pertany a la Suite española, Op. 47 d'Isaac Albéniz.              |
| 1992        | 3 pelotas y 3 cuerdas | Música del ballet Arraigo de Jerónimo Maesso, creat per al coreògraf Víctor Ullate. |

## Palmarès esportiu

### A nivell de club
| 1987 - Campionat d'España de conjunts a Ontinyent (València) 4t lloc en concurs general (categoria infantil) 1988 - Campionat d'España de conjunts en Platja d'Aro (Girona) Plata en concurs general (2a categoria) 1989 - Campionat d'España de conjunts en Torrelavega (Cantàbria) Or en concurs general (1a categoria) | 1990 - Campionat d'España individual en Palència 4t lloc en concurs general (1a categoria) Bronze en cercle - Campionat d'España de Conjunts en Saragossa Oro en concurs general (1a categoria) |

### Selecció espanyola
| 1991 - DTB-Pokal Karlsruhe Or en concurs general - Gymnastic Masters de Stuttgart Bronze en concurs general Bronze en 6 cintes Bronze en 3 pilotes i 3 cordes - Campionat del Món d'Atenes Or en concurs general Plata en 6 cintes Plata en 3 pilotes i 3 cordes 1992 - DTB-Pokal Karlsruhe Plata en concurs general | 1992 (continuació) - Campionat d'Europa de Stuttgart Or en concurs general Bronze en 6 cintes Or en 3 pilotes i 3 cordes - Asvo Cup Or en concurs general - Alfred Vogel Cup Or en concurs general Plata en 6 cintes Or en 3 pilotes i 3 cordes - Campionat del Món de Brussel·les* Plata en concurs general Bronze en 6 cintes 8è lloc en 3 pilotes i 3 cordes |

* Com a suplent de l'equip en sengles exercicis a causa d'una lesió.

## Premis, reconeixements i distincions
- Millor esportista revelació per l'Associació de Premsa Esportiva de Tenerife (1991).
- Millor esportista per l'Associació de Premsa Esportiva de Tenerife (1991).
- Medalla al Mèrit Gimnàstic, atorgada per la Reial Federació Espanyola de Gimnàstica (1991).
- Millor esportista per l'Associació de Premsa Esportiva de Tenerife (1992).
- Medalla del 25è Aniversari de la Gala de l'Associació de Premsa Esportiva de Tenerife (2012).[19]

## Programes de televisió
| Programes de televisió | Programes de televisió | Programes de televisió | Programes de televisió                  |
| ---------------------- | ---------------------- | ---------------------- | --------------------------------------- |
| 1991                   | De tú a tú             | Antena 3               | Convidada junt amb la resta del conjunt |
| 1991                   | Tele 5 ¿dígame?        | Telecinco              | Convidada junt amb la resta del conjunt |
| 1991                   | VIP Tarde              | Telecinco              | Convidada junt amb la resta del conjunt |